# Scoorkaart
De Scoorkaart maakte deel uit van een reclamecampagne van zoutjesfabrikant Smiths uit 1996. De scoorkaarten waren tevens onderwerp van een van de eerste onvoorziene mogelijkheden van het internet dat de landelijke pers haalde.
In de zomer van 1996 zette Smiths een reclame-offensief in met de scoorkaarten. Op de kaarten, die in sommige chipszakken waren gestopt, was een balspelmoment weergegeven. Chipsliefhebbers moesten aan de hand van aanwijzingen raden achter welk vakje de bal zich bevond. Wie de juiste vakjes weggekraste, kreeg tien gulden van Smiths.
Eind augustus van dat jaar begonnen de twee studenten Arnoud de Jong en Sander Zwart met het verzamelen van alle oplossingen op een website bij De Digitale Stad. Omdat bij elke foto een omschrijving was gegeven, was het mogelijk de unieke combinaties te identificeren. De vakjes werden genummerd en iedereen werd uitgenodigd om goede inzendingen in te sturen naar de site. Met de hulp van honderden chipseters werden in totaal 1.500 goede oplossingen verzameld. Hoewel Smiths het eerst ontkende, bleken dit bijna alle unieke combinaties te zijn die de chipsfabrikant in roulatie had gebracht. Naast dat de scoorpagina enkele weken een van de populairste sites was bij Nedstat, werden de antwoorden ook geprint om op scholen en sportverenigingen gebruikt te worden om de juiste antwoorden te vinden. Per huishouden was er een limiet van vijf inzendingen, maar met creatief gebruik van familie en vrienden hebben sommige actieve krassers honderden guldens aan deze actie overgehouden.
Ook gaf het tweetal tips hoe de chipszakken met scoorkaarten te onderscheiden waren van zakken zonder winstkans. Als gevolg van deze 'scoorpagina' werden er bij Smiths veel meer goede inzendingen ingestuurd dan men voor mogelijk had gehouden. Tevens leidde het tot taferelen in de supermarkten waarbij hele winkelwagens vol chipszakken naar de groenteafdeling werden gereden om daar gewogen te worden. De zakken waarin scoorkaarten zaten verwerkt waren volgens de Scoorpagina immers enkele grammen zwaarder dan gemiddeld.
Deze actie was aanleiding voor de chipsfabrikant om de scoorkaartenactie vroegtijdig te beëindigen. Smiths kondigde het eind van de actie aan in advertenties in landelijke en regionale kranten. Het bedrijf verklaarde de scoorkaarten met ingang van 2 oktober ongeldig en nam de kaarten niet meer in behandeling. Sommige deelnemers deden hun beklag bij de Reclame Code Commissie omdat Smiths ook inzendingen voor de publieke beëindiging niet meer in behandeling zou nemen. De Reclame Code Commissie gaf de deelnemers gelijk, maar verbond geen consequenties aan deze uitspraak.
In januari 1997 werd aan de makers van de Scoorpagina de eerste DSS Wisseltrofee uitgereikt.